# Катанян, Василий Васильевич
Васи́лий Васи́льевич Катаня́н (21 февраля 1924, Тифлис, Грузинская ССР, СССР — 30 апреля 1999, Москва) — советский кинорежиссёр-документалист, писатель-мемуарист. Режиссёр первого советского кругорамного фильма «Дорога весны» (совместно с Л. Махначём, 1959). Лауреат Ленинской премии (1980), заслуженный деятель искусств РСФСР (1988).

## Биография
Родился 21 февраля 1924 года  в Тифлисе в семье литературоведа Василия Абгаровича Катаняна (1902—1980) и певицы и журналистки Галины Дмитриевны Катанян (1904—1991), в девичестве Клепацкой. В 1928 году семья переехала в Москву. В 1938 году отец ушёл к Лиле Брик.
Во время Великой Отечественной войны Катанян поступил на авиационный завод в Тушине — сначала учеником, затем токарем и фрезеровщиком. После возвращения из эвакуации в 1943 году продолжил работать на тушинском заводе, параллельно учился в школе рабочей молодёжи, где окончил десятый класс.
В августе 1944 года поступил на режиссёрский факультет ВГИКа (мастерская Григория Козинцева. Во время учёбы близко подружился с Эльдаром Рязановым. Однокурсниками Катаняна были также Станислав Ростоцкий, Лия Дербышева, Зоя Фомина, Виллен Азаров. В 1948 году проходил практику на ЦСДФ. Окончил ВГИК в 1950 году с дипломом режиссёра игрового кино, но по совету Козинцева занялся кинохроникой на ЦСДФ, где и проработал сорок лет.
В 1955 году с фильмом «Остров Сахалин» (1954) участвовал в программе короткометражных и документальных фильмов Международного кинофестиваля в Каннах (Франция). С 1957 года состоял в Московском отделении Союза кинематографистов СССР.
6 апреля 1963 года женился на Инне Генс, киноведе и специалисте по японскому кино.
Катанян был дружен с Лилей Брик, Майей Плисецкой, Ивом Сен-Лораном, Людмилой Зыкиной, Виталием Вульфом, Риной Зелёной, Аллой Демидовой, Сергеем Параджановым, Тамарой Ханум и другими.
В течение всей жизни Катанян и его жена хранили и систематизировали архивы трех семей — Катаняна-старшего, Катаняна-младшего и Лили Брик. Часть семейного архива, состоящего из рукописей, дневников и писем, в настоящее время находится на хранении в государственных архивах. На основе созданных домашних аудиозаписей был образован личный фонд В. В. Катаняна в РГАФД. Записи, переданные Катанянами в архив:
- Запись товарищеского вечера у Лили Брик в 1954 году, на котором Эльза Триоле читала стихи Владимира Маяковского, а также в исполнении авторов звучали стихи Луи Арагона, Назыма Хикмета, Пабло Неруды, Давида Бурлюка.
- Записи товарищеских вечеров 1961 и 1966 годов, посвященных 75-летию и 80-летию русского поэта-футуриста Алексея Кручёных, на которых он читает свои стихи.
- Записи звуковых писем Лиле Брик от Константина Симонова, Эльзы Триоле и Луи Арагона.
- Запись голоса Лили Брик, декламирующей стихи Владимира Маяковского, её интервью журналу «Кругозор» и радио ГДР.
- Запись французской оперной певицы Дениз Дюваль, исполняющей монооперу Франсиса Пуленка «Человеческий голос» и комментарии к ней Лили Брик.
- Запись музыки Юрия Буцко к кинофильму «Барышня и хулиган», посвященная 70-летию со дня рождения Маяковского в исполнении Государственного оркестра кинематографии под управлением Эмина Хачатуряна. Запись музыки Вине в исполнении автора, написанной для демонстрации фильма «Барышня и хулиган» в Париже.

Василий Катанян скончался после тяжёлой болезни 30 апреля 1999 года. Похоронен на Армянском Ваганьковском кладбище в Москве.
После смерти мужа Инна Генс-Катанян подготовила к изданию его мемуары и выпустила ряд других начатых им книг.

## Фильмография
- 1950 — На заводе имени Сталина (дипломная работа)
- 1951 — Юные спортсмены (совм. с Лией Дербышевой)
- 1954 — Остров Сахалин (совм. с Эльдаром Рязановым)
- 1955 — Советская экспедиция отправляется в Антарктику
- 1955 — Московскому Университету — 200 лет
- 1955 — В дальневосточных морях (совм. с Эльдаром Рязановым)
- 1956 — У нас в Кабарде
- 1957 — В Москве Фестивальной
- 1957 — Н. Булганин и Н. Хрущёв в дружественной Финляндии
- 1958 — Сергей Эйзенштейн
- 1959 — Поль Робсон
- 1960 — Всеволод Вишневский
- 1960 — Песня над Москвой
- 1960 — День флота
- 1961 — Страницы великой борьбы
- 1961 — Здравствуй, фестиваль!
- 1961 — В дни фестиваля
- 1961 — Гости из Венесуэлы
- 1962 — Юные ленинцы (совм. с Ириной Жуковской)
- 1962 — Онкологи мира держат совет
- 1962 — Тёплые встречи на Севере
- 1962 — Американский балет в Москве
- 1962 — Волшебный луч (совм. с Романом Карменом, Иосифом Посельским, Леонидом Махначём)
- 1963 — Наша Ярославна
- 1963 — Флаг кинофестиваля поднят
- 1963 — Огни кинофестиваля
- 1963 — Мы с тобой, Куба
- 1964 — Москва, День поэзии
- 1965 — Дебют молодых
- 1965 — Репортаж с фестиваля
- 1965 — До свидания, фестиваль
- 1965 — Когда поют солдаты
- 1965 — Визит дружбы (совм. с Леонидом Махначём)
- 1965 — Разгром немецко-фашистских войск под Москвой (новая редакция картины 1942 года, совм. с Леонидом Варламовым)
- 1966 — Посланцы югославского народа в СССР
- 1967 — Московский Международный кинофестиваль
- 1968 — В концерте сто тысяч номеров
- 1970 — Композитор Родион Щедрин
- 1970 — Ленину посвящается
- 1970 — Большой визит (совм. с Борисом Небылицким)
- 1971 — В одной московской школе
- 1971 — На празднике народной Монголии
- 1971 — Асуан — символ дружбы
- 1972 — Алим Ходжаев
- 1972 — Встреча на Волге
- 1972 — Визит Н. В. Подгорного в Турцию
- 1973 — Творчество воинов
- 1974 — Перечитывая Стасова
- 1974 — Наш Пушкин
- 1975 — Вспоминая военную песню
- 1976 — Большой театр вчера и сегодня
- 1976 — Визит А. Н. Косыгина в Сирию
- 1977 — Концерт народных талантов
- 1977 — Композитор Александра Пахмутова
- 1977 — Визит Иосипа Броз Тито в СССР
- 1977 — Москвичи одобряют и поддерживают курс КПСС
- 1978 — На концерте Людмилы Зыкиной
- 1978 — Партизаны. Война в тылу врага (4-й фильм эпопеи «Великая Отечественная»)
- 1979 — Будущее планеты (совм. с Т. Лавровой)
- 1979 — Индонезийские парламентарии в Советском Союзе
- 1979 — Живой Ленин
- 1980 — На выставке «60 лет советского кино»
- 1981 — Через гуманизм — к миру
- 1981 — СССР — Австрия: в интересах сотрудничества
- 1982 — За безъядерный Север
- 1982 — Визит партийно-государственной делегации ПНР в Москву
- 1982 — Плакат — зеркало времени
- 1982 — Верность великому почину (совм. с Галиной Бурашевой)
- 1983 — У истоков советской культуры
- 1983 — Парламентарии Австрии в СССР
- 1984 — Красный Крест Эфиопии
- 1984 — Визит Менгисту Хайле Мариама в СССР
- 1985 — Навстречу фестивалю
- 1986 — Будапештская встреча
- 1987 — «Бурда Моден» в Москве
- 1987 — Цепочка жизни
- 1988 — Чем больше людей с гитарами
- 1988 — Анна Ахматова. Листки из дневника

- 1959 — Звёзды встречаются в Москве
- 1964 — Майя Плисецкая
- 1967 — Аркадий Райкин (художественно-документальный)
- 1981 — Майя Плисецкая (новая редакция картины 1964 года)

- 1959 — Дорога весны (первая круговая кинопанорама снятая в СССР, совм. с Леонидом Махначём)
- 1961 — СССР с открытым сердцем (совм. с Л. Кристи)

Созданы для Всемирной выставки «ЭКСПО-70» проходившей в Осаке (Япония):
- 1969 — Кинорежиссёр Александр Довженко
- 1969 — Кинорежиссёр Всеволод Пудовкин
- 1969 — Кинорежиссёр Сергей Эйзенштейн
- 1969 — Кинорежиссёры Георгий и Сергей Васильевы

- 1955 — Московская кинохроника № 3
- 1955 — Новости дня / Хроника наших дней 1955 № 40, 58, 65
- 1955 — Пионерия № 2
- 1956 — Новости дня / Хроника наших дней 1956 № 13, 24
- 1956 — Пионерия № 1, 2, 12
- 1957 — Новости дня / Хроника наших дней 1957 № 10, 23, 28, 45, 47, 48, 51, 52
- 1958 — Новости дня / Хроника наших дней 1958 № 6, 8, 10, 22, 38, 43
- 1958 — Пионерия № 6, 11
- 1959 — Пионерия № 12
- 1960 — Новости дня / Хроника наших дней 1960 № 3, 24, 30
- 1961 — Новости дня / Хроника наших дней 1961 № 21, 34
- 1961 — По СССР № 11
- 1962 — Новости дня / Хроника наших дней 1962 № 1, 36
- 1963 — Новости дня / Хроника наших дней 1963 № 26, 32
- 1963 — Пионерия № 7, 11
- 1965 — Новости дня / Хроника наших дней 1965 № 10
- 1965 — Советское кино № 1 (совм. с Л. Даниловым)
- 1966 — Новости дня / Хроника наших дней 1966 № 1
- 1966 — По СССР № 18
- 1968 — Новости дня / Хроника наших дней 1968 № 17, 35, 44, 46, 49, 51
- 1968 — По СССР № 49
- 1969 — Новости дня / Хроника наших дней 1969 № 1, 32, 35
- 1969 — По СССР № 64
- 1970 — Новости дня / Хроника наших дней 1970 № 16
- 1971 — Новости дня / Хроника наших дней 1971 № 33
- 1972 — Новости дня / Хроника наших дней 1972 № 5, 9, 23, 37, 39, 41, 46
- 1973 — Новости дня / Хроника наших дней 1973 № 2, 6, 9, 11, 32, 34, 36, 38, 43, 46
- 1974 — Новости дня / Хроника наших дней 1974 № 9, 17, 22
- 1975 — Новости дня / Хроника наших дней 1975 № 4, 7, 11, 34
- 1976 — Новости дня / Хроника наших дней 1976 № 4, 6, 20, 23, 26, 29, 33, 40, 41, 44
- 1980 — Новости дня / Хроника наших дней 1980 № 34

- 1961 — Страницы великой борьбы (совм. с Иосифом Лаврецким)
- 1967 — Аркадий Райкин (художественно-документальный; совм. с Руфь Иоффе (Рома)))
- 1971 — В одной московской школе
- 1974 — Перечитывая Стасова (совм. с Леонидом Белокуровым)
- 1974 — Наш Пушкин
- 1975 — Вспоминая военную песню
- 1977 — Композитор Александра Пахмутова (совм. с Тихоном Непомнящим)
- 1979 — Будущее планеты (совм. с А. Ермиловым и Т. Лавровой)
- 1981 — Через гуманизм — к миру
- 1983 — У истоков советской культуры (совм. с Шандор Кё)
- 1983 — Об увлечённости, о школе, о поэте
- 1986 — Будапештская встреча
- 1987 — «Бурда Моден» в Москве

- 1977 — Киножурнал «Новости дня / Хроника наших дней 1977» № 39

- 1981 — Майя Плисецкая (новая редакция картины 1964 года)
- 1988 — Чем больше людей с гитарами

## Декоративно-прикладное творчество
Коллажи и самодельные книги, переплетённые Катаняном были представлены на выставках:
- Коллаж в русском искусстве XX века, 10 июня 2003 года — 20 июля 2003 года, Музей личных коллекций, Москва[7];
- Коллаж в России. XX век, 29 декабря 2005 года, Государственный Русский музей, Санкт-Петербург[8];
- «Лоскутное одеяло» Василия Катаняна, 10 декабря 2009 года — 26 января 2010 года, Государственный Литературный музей, Москва[9][10].

## Награды и звания
- 1956 — Первая премия на кинофестивале в Брюсселе (Бельгия) за ленту «Остров Сахалин» (1954)[11]
- 1961 — приз на Международном фестивале документальных фильмов в Эдинбурге (Англия) за фильм «Сергей Эйзенштейн» (1958)[11]
- 1964 — гран-при на Международном кинофестивале фильмов об искусстве в Бергамо (Италия), премия (США) за фильм «Майя Плисецкая» (1964)[11]
- 1980 — Ленинская премия за фильм «Партизаны. Война в тылу врага» в эпопее «Великая Отечественная» (1978)
- 1985 — медаль «Ветеран труда»
- 1988 — заслуженный деятель искусств РСФСР
- 1995 — приз за оформление книги «Параджанов. Цена вечного праздника» (1994)
- 1998 — номинация на премию «Малый Букер»[12] — «За значительный вклад в жанр мемуарной и автобиографической прозы, посвященной литературной жизни России»

## Современники о Василии Катаняне
- Киножурнал «Новости дня / Хроника наших дней 1959 № 22» (1959). Моменты съёмки круговой кинопанорамы В. Катаняном и Л. Махначём.
- «Поль Робсон на Центральной студии документальных фильмов» (1959). Рабочие моменты съёмки фильма В. Катаняна «Поль Робсон» в павильоне ЦСДФ.
- «Выступление французских артистов Людмилы Чериной и Стефана Гребели в Большом театре» (1959). Среди зрителей — М. Плисецкая и В. Катанян.
- «Встреча слушателей Академии общественных наук с коллективом ЦСДФ — создателями фильмов о Великой Отечественной войне» (1979).
- «Юбилей народного артиста СССР Э. А. Рязанова» (1987). В. Катанян на концерте 21 ноября 1987 года в Доме кино.
- «Выборы директора ЦСДФ» (1987). В. Катанян выступает на собрании по поводу первых демократических выборов нового директора ЦСДФ в Большом павильоне.
- «Лихов, 6. Часть 1 — Человек с киноаппаратом» (2002). Обзорный фильм к 70-летию РЦСДФ.
- Сюжет о В. Катаняне в выпуске «Новости культуры» от 21 февраля 2009 года на телеканале «Культура»[13].
- «Прикосновение к идолу». Программа из цикла Андрея Шемякина «Документальная камера», вышедшая на телеканале «Культура» 20 февраля 2009 года[14].
- «Жёлтый ангел. Александр Вертинский» (2010). На архивных кадрах, снятых Э. Рязановым, руки Катаняна, обладавшего отличной памятью на театральные жесты. Много раз видевший выступления Вертинского, Катанян с лёгкостью воспроизводил жесты, которыми тот сопровождал свои песни на сцене[13].

## Факты
Фамилия Катанян упоминается в фильмах Эльдара Рязанова. Режиссёр таким необычным образом отметил своего друга и коллегу по документалистике.
- «Ирония судьбы, или С лёгким паром!»: Катаняны ждут в гости на Новый год Женю и Галю.
- «Вокзал для двоих»: в исправительной колонии во время переклички произносится фамилия Катанян.
- «Забытая мелодия для флейты»: — Товарищ Катанян? Здрасьте. — А почему ты называешь товарища Филимонова товарищем Катаняном? — А вы его жена? — Да, я Катанянша.

## Правонаследники
- 1999—2014 — Инна Генс
- с 2014 — Юлия Генс (Julia Gens)[15]

## Архив
В Российском государственном архиве литературы и искусства хранится личный фонд В.В. Катаняна, состоящий из 512 единиц хранения за 1903–2004 годы.
Часть своего творческого архива В.В. Катанян передал еще при жизни, в 1997 году. Оставшиеся документы поступили в 2002-2008 годах от его вдовы И.Ю. Генс. Материалы фонда достаточно полно представляют личную и творческую биографию режиссёра: это режиссёрские и литературные сценарии его фильмов, творческие заявки, фотографии рабочих моментов съемок и кадров, рукописи воспоминаний, статей, обширная переписка, биографические документы и др.